# Milton Núñez
Milton Omar Núñez, más conocido como Tyson Nuñez (Sambo Creek, Honduras, 30 de octubre de 1972), es un  exfutbolista hondureño actualmente entrenador de fútbol; se retiró a los 44 años de edad en el Universidad S. C de la Liga Nacional de Guatemala.

## Biografía
Nació en Sambo Creek, departamento de Atlántida. Este jugador, está entre los futbolistas hondureños que más destacó a nivel internacional.
Después de su inicio en el fútbol de Honduras, con el Deportes Progreseño de la ciudad de El Progreso, Tyson pasó a formar parte del Comunicaciones de Guatemala.
Luego de una excelente campaña en el club Chapín, su ficha fue adquirida por el Club Nacional de Football de Montevideo. Con este Club llegó a ganar el título de la Primera División y participar en la Copa Libertadores de América.
Uno de los momentos más memorables en la vida futbolística de Núñez fueron los tres goles que le marcó al Vasco de Gama en Brasil. Posteriormente, su ficha fue adquirida por el Club Paok de Grecia. En este club el delantero tuvo muy poca participación. Luego, fue adquirido por el Sunderland de Inglaterra donde también participó muy poco.
Desde Inglaterra regresó a Uruguay, para luego retornar a Centroamérica. Después tuvo la oportunidad de enrolarse en el Pachuca de México, y posteriormente al Necaxa del entrenador Raúl Arias, donde estuvo un par de torneos.
Luego de su paso por México, Tyson regresó a Honduras, para terminar en el Real Club Deportivo España, donde se adjudicó el título de la Liga Nacional de Fútbol de Honduras.
Posteriormente tuvo un paso fugaz por el Club Deportivo Olimpia, para luego enrolarse en las filas del Marathón. Con este equipo, Milton llegó a disputar la Copa de Campeones de la Concacaf y ganar el torneo liguero del Apertura 2008-2009.

### Selección nacional
Ha sido internacional con la Selección de fútbol de Honduras en más de 35 ocasiones. Con el representativo nacional de Honduras, Tyson obtuvo la Copa UNCAF en dos oportunidades.
También participó en la eliminatorias de Corea Japón 2002, y Alemania 2006, sin lograr clasificar a la Copa Mundial de la FIFA.
Su última participación en la selección nacional; fue en la Copa de Oro de la Concacaf, donde Honduras obtuvo el 3.er. Lugar de la competencia.
En el 2007, el seleccionador de Honduras: Reynaldo Rueda, lo convocó en varias oportunidades a formar parte del elenco nacional. Fue así como este jugador, tuvo la oportunidad de ser parte del proceso rumbo a Sudáfrica 2010.

## Clubes
| Club                | País       | Año         |
| ------------------- | ---------- | ----------- |
| Deportes Progreseño | Honduras   | 1991-1993   |
|                     | Honduras   |             |
| Comunicaciones      | Guatemala  | 1994-1998   |
| Nacional            | Uruguay    | 1998-1999   |
| PAOK Salónica       | Grecia     | 1999        |
| Sunderland          | Inglaterra | 2000        |
| Nacional            | Uruguay    | 2001        |
| Comunicaciones      | Guatemala  | 2001-2002   |
| Pachuca             | México     | 2002-2003   |
| Necaxa              | México     | 2003-2004   |
| Marathón            | Honduras   | 2004-2005   |
| Comunicaciones      | Guatemala  | 2005-2006   |
| Real España         | Honduras   | 2006-2007   |
| Olimpia             | Honduras   | 2007-2008   |
| Marathón            | Honduras   | 2008- 2009  |
| Deportivo Jalapa    | Guatemala  | 2009        |
| Universidad SC      | Guatemala  | 2010        |
| Comunicaciones      | Guatemala  | 2010        |
| Universidad SC      | Guatemala  | 2011 - 2016 |

## Como DT
- Universidad SC de la Primera División de Guatemala 2016.

## Palmarés

### Campeonatos nacionales
| Título                     | Club             | País      | Año            |
| -------------------------- | ---------------- | --------- | -------------- |
| Liga Nacional de Guatemala | Comunicaciones   | Guatemala | 1995 1997 1998 |
| Campeonato Uruguayo        | Nacional         | Uruguay   | 1998           |
| Torneo Apertura            | Nacional         | Uruguay   | 1998           |
| Torneo Clausura            | Nacional         | Uruguay   | 1998           |
| Torneo Apertura            | Nacional         | Uruguay   | 1999           |
| Campeonato Uruguayo        | Nacional         | Uruguay   | 2001           |
| Torneo Clausura            | Nacional         | Uruguay   | 2001           |
| Liga Nacional de Honduras  | Deportivo España | Honduras  | 2007-C         |
| Liga Nacional de Honduras  | Marathón         | Honduras  | 2008-A         |

### Copas internacionales
| Título     | Equipo                | Sede         | Año  |
| ---------- | --------------------- | ------------ | ---- |
| Copa UNCAF | Selección de Honduras | Tegucigalpa  | 1993 |
| Copa UNCAF | Selección de Honduras | San Salvador | 1995 |

(*) Incluyendo la selección